# Урмаевское сельское поселение
Урмаевское се́льское поселе́ние — муниципальное образование в Комсомольском районе Чувашии Российской Федерации.
Административный центр — село Урмаево.

## История
Статус и границы сельского поселения установлены Законом Чувашской Республики от 24 ноября 2004 года № 37 «Об установлении границ муниципальных образований Чувашской Республики и наделении их статусом городского, сельского поселения, муниципального района и городского округа».

## Население
| 2010  | 2012  | 2013  | 2014  | 2015  | 2016  | 2017  |
| ----- | ----- | ----- | ----- | ----- | ----- | ----- |
| 4634  | ↘4604 | ↗4610 | ↗4660 | ↗4707 | ↘4688 | ↘4669 |
| 2018  | 2019  | 2020  | 2021  |       |       |       |
| ↗4690 | ↘4621 | ↗4631 | ↘4614 |       |       |       |

## Состав сельского поселения
| № | Населённый пункт | Тип населённого пункта       | Население |
| - | ---------------- | ---------------------------- | --------- |
| 1 | Токаево          | село                         | ↘1718     |
| 2 | Урмаево          | село, административный центр | ↗2938     |